# Lin Čching-feng
Lin Čching-feng (čínsky pchin-jinem Lín Qīngfēng, znaky 林清峰; * 26. ledna 1989, Čchang-le, Čína) je čínský vzpěrač. Na Letních olympijských hrách v Londýně získal zlatou medaili ve váhové kategorii do 69 kg celkovým výkonem 344 kg (157 kg v trhu a 187 kg v nadhozu).